# Annika-Quadrille
Annika-Quadrille, op. 53, är en kadrilj av Johann Strauss den yngre. Den spelades första gången den 16 mars 1848 i Bukarest.

## Historia
Liksom med Marien-Quadrille (op. 51) tillkom Johann Strauss den yngres Annika-Quadrille under kompositörens konsertturné till Balkanhalvön hösten och vintern 1847. I Bukarests artistkretsar kom Strauss i kontakt med rumänska folksånger och det var tveklöst det materialet som var källan till de båda kadriljerna. Av särskilt intresse är det andra temat i Trénis-figuren (dvs kadriljens tredje del) som Strauss skulle återanvända såsom det första temat i trion till sin Revolutions-Marsch (op. 54). Vad gäller namnet på titeln kan man bara spekulera över vem denna 'Annika' var; kanske en familjär flicka i Bukarests artistkretsar, eller om Annika möjligen var namnet på den notariedotter som ungerska tidningar hade antytt att Strauss skulle gifta sig med. 
Förläggaren H.F. Müllers tryckta klaverutdrag gör ingen referens till titelns ursprung. På en kopia av klaverutdragen står det: "Quadrille française sur un air valaque, composée par Jean Strauß fils donné à Bucarest a 4 Mars. 1848" ('Fransk kadrilj efter en valakisk melodi, komponerad av Johann Strauss den yngre, spelad i Bukarest den 4 mars 1848".) Om denna uppgift stämmer spelades Annika-Quadrille i Bukarest den 16 mars 1848 (= 4 mars enligt den julianska kalendern), exakt en vecka före deras avskedskonsert (den 23 mars / 11 mars). 
Vad gäller Müllers utgivna klaverutdrag, som gavs ut i Wien den 2 juni 1848, så skiljer sig den från kopistens manuskriptversion inte bara i pianoarrangemang utan även i harmoni och melodiska detaljer. Dessa avvikelser gör avsaknaden av ett existerande partitur desto mer sorgligt, trots att förlaget annonserade om möjligheten till "korrekta kopior" för orkester. Existerande inspelningar bygger på kadriljens klaverutdrag och har utförts av Vladimir Haklik, en erkänd expert på musik från Balkanregionen och en före detta tubaspelare i Wienerfilharmonikerna.

## Om kadriljen
Speltiden är ca 4 minuter och 46 sekunder plus minus några sekunder beroende på dirigentens musikaliska tolkning.

## Weblänkar
- Dynastin Strauss 1848 med kommentarer om Annika-Quadrille.
- Annika-Quadrille i Naxos-utgåvan.